# Hobart International 2018
Hobart International 2018 byl tenisový turnaj pořádaný jako součást ženského okruhu WTA Tour, který se odehrával na dvorcích s tvrdým povrchem Plexicushion v Hobartském mezinárodním tenisovém centru. Probíhal mezi 7. až 13. lednem 2018 v australském Hobartu jako dvacátý pátý ročník události.
Turnaj s rozpočtem 250 000 dolarů patřil do kategorie WTA International Tournaments. Nejvýše nasazenou hráčkou ve dvouhře se stala třicátá pátá žena klasifikace Čang Šuaj z Čínské lidové republiky, kterou ve druhém kole vyřadila Sabalenková. Jako poslední přímá účastnice do dvouhry nastoupila běloruská 73. hráčka žebříčku Aryna Sabalenková.
Singlovou trofej si odvezla 22letá Belgičanka Elise Mertensová, která se stala první hráčkou na Hobart International, jíž se podařilo vyhrát dva tituly a obhájit trofej. Druhý společný titul ze čtyřhry vybojovaly Nizozemka Demi Schuursová s Mertensovou, jež si tak připsala premiérový kariérní double.

## Distribuce bodů a finančních odměn

### Distribuce bodů
| Soutěž  | vítězky | finalistky | semifinalistky | čtvrtfinalistky | 16 v kole | 32 v kole | Q  | Q2 | Q1 |
| ------- | ------- | ---------- | -------------- | --------------- | --------- | --------- | -- | -- | -- |
| dvouhra | 280     | 180        | 110            | 60              | 30        | 1         | 18 | 12 | 1  |
| čtyřhra | 280     | 180        | 110            | 60              | 1         | —         | —  | —  | —  |

### Finanční odměny
| Soutěž                                | vítězky | finalistky | semifinalistky | čtvrtfinalistky | 16 v kole | 32 v kole | Q | Q2     | Q1   |
| ------------------------------------- | ------- | ---------- | -------------- | --------------- | --------- | --------- | - | ------ | ---- |
| dvouhra                               | $43 000 | $21 400    | $11 500        | $6 175          | $3 400    | $2 100    | — | $1 020 | $600 |
| čtyřhra                               | $12 300 | $6 400     | $3 435         | $1 820          | $960      | —         | — | —      | —    |
| částky ve čtyřhře jsou uváděny na pár |         |            |                |                 |           |           |   |        |      |

## Ženská dvouhra

### Nasazení
| Stát                         | Hráčka                | WTA | Nasazení |
| ---------------------------- | --------------------- | --- | -------- |
| Čína                         | Čang Šuaj             | 35. | 1.       |
| Belgie                       | Elise Mertensová      | 36. | 2.       |
| Rumunsko                     | Sorana Cîrsteaová     | 37. | 3.       |
| Francie                      | Alizé Cornetová       | 38. | 4.       |
| Ukrajina                     | Lesja Curenková       | 42. | 5.       |
| Rumunsko                     | Irina-Camelia Beguová | 43. | 6.       |
| Německo                      | Tatjana Mariová       | 46. | 7.       |
| Česko                        | Kateřina Siniaková    | 47. | 8.       |
| Žebříček WTA k 1. lednu 2018 |                       |     |          |

### Jiné formy účasti
Následující hráčky obdržely divokou kartu do hlavní soutěže:
- Eugenie Bouchardová[6]
- Lizette Cabrerová
- Jaimee Fourlisová[7]

Následující hráčka nastoupila do hlavní soutěže pod žebříčkovou ochranou:
- Anna-Lena Friedsamová

Následující hráčky si zajistily postup do hlavní soutěže v kvalifikaci:
- Kirsten Flipkensová
- Kurumi Naraová
- Monica Niculescuová
- Nina Stojanovićová
- Alison Van Uytvancková
- Heather Watsonová

### Odhlášení
před zahájením turnaje
- Shelby Rogersová → nahradila ji  Beatriz Haddad Maiová

v průběhu turnaje
- Kirsten Flipkensová
- Monica Niculescuová

### Nasazení
| Stát                                                                     | Hráčka                | Stát       | Hráčka             | WTA | Nasazení |
| ------------------------------------------------------------------------ | --------------------- | ---------- | ------------------ | --- | -------- |
| Rumunsko                                                                 | Ioana Raluca Olaruová | Ukrajina   | Olga Savčuková     | 69. | 1.       |
| Belgie                                                                   | Kirsten Flipkensová   | USA        | Nicole Melicharová | 80. | 2.       |
| Belgie                                                                   | Elise Mertensová      | Nizozemsko | Demi Schuursová    | 89. | 3.       |
| Ukrajina                                                                 | Ljudmyla Kičenoková   | Japonsko   | Makoto Ninomijová  | 99. | 4.       |
| Žebříček WTA k 1. lednu 2018; číslo je součtem umístění obou členek páru |                       |            |                    |     |          |

### Jiné formy účasti
Následující páry získaly do soutěže divokou kartu:
- Alison Baiová /  Lizette Cabrerová
- Jaimee Fourlisová /  Jessica Mooreová

### Odhlášení
v průběhu turnaje
- Kirsten Flipkensová

## Přehled finále

### Ženská dvouhra
- Elise Mertensová vs.  Mihaela Buzărnescuová, 6–1, 4–6, 6–3

### Ženská čtyřhra
- Elise Mertensová /  Demi Schuursová vs.  Ljudmyla Kičenoková /  Makoto Ninomijová, 6–2, 6–2